# マーカス・アイランド (護衛空母)
マーカス・アイランド (USS Marcus Island, CVE-77) は、アメリカ海軍の護衛空母。カサブランカ級航空母艦の23番艦。艦名は南鳥島の英語名 (Marcus Island) に因んで命名された。

## 艦歴
1943年9月15日に合衆国海事委員会の契約下ワシントン州バンクーバーのカイザー造船所でカナルク・ベイ (Kanalku Bay)として起工する。1943年11月6日に「マーカス・アイランド」と改名され、1943年12月16日にS. L. ラハッシュ夫人によって進水する。1944年1月26日にオレゴン州アストリアで海軍に引き渡され、同日チャールズ・F・グレーバー艦長の指揮下で就役した。

### 1944年
西海岸沿岸での慣熟訓練の後、「マーカス・アイランド」は5月19日から7月1日までの間、南太平洋方面のアメリカ軍基地に対する航空機の輸送任務に就いた。輸送任務の後、第21混成飛行隊 (VC-21) を載せて7月20日にサンディエゴを出港し、8月24日にツラギ島に到着してパラオ攻略の準備を行った。「マーカス・アイランド」はW. D. サンプル少将の第27空母群旗艦となり、9月12日からペリリュー攻略およびアンガウル攻略の事前攻撃を開始した。9月15日に上陸作戦が開始された後、日本軍の執拗な抵抗に悩まされながらも10月2日までの間に多大な数の航空支援を行った。10月4日にマヌス島に帰投し、次のフィリピン奪回作戦の準備を行った。
「マーカス・アイランド」は第77.4任務群に編入され、フェリックス・スタンプ少将率いる第77.4.2任務隊（通称「タフィ2」）に加わった。10月12日、任務隊はマヌス島を出撃し、10月18日にはレイテ島沖に到着と同時に空襲を開始した。以後の一週間、「マーカス・アイランド」の航空機は261箇所に及ぶ日本軍の施設や拠点への攻撃および空中哨戒任務を行った。
10月25日のレイテ沖海戦では、クリフトン・スプレイグ少将率いる第77.4.3任務隊（通称「タフィ3」）が、栗田健男中将率いる日本艦隊の猛攻により一時危機に陥った。この日の「マーカス・アイランド」の戦時日誌には、「一日中激しい活動を行った」と簡潔に記載されたが、第77.4.3任務隊を救うための戦闘機と攻撃機による執拗で英雄的な活動は、最終的には栗田艦隊のレイテ湾突入の意図をくじいた。「マーカス・アイランド」のTBM雷撃機のうちの1機は、重巡洋艦「筑摩」に魚雷を1本命中させ、最終的には沈没に至らしめた。戦闘機は戦艦や巡洋艦、駆逐艦に対して機銃掃射を繰り返した。午後に入り、「マーカス・アイランド」の航空機は退却していく栗田艦隊を追撃し、14発の命中弾を与え、そのうち魚雷1本と爆弾6発を阿賀野型軽巡洋艦に命中させたと判断された。戦闘機は5機の日本機を撃墜した。翌10月26日、「マーカス・アイランド」の12機の航空機は僚艦の航空機と合同し、ビサヤン海においてレイテ島への輸送作戦から帰投中の軽巡洋艦「鬼怒」と駆逐艦「浦波」を発見。爆撃、ロケット弾攻撃および機銃掃射の末、2隻とも撃沈した。「マーカス・アイランド」は10月30日に補給と整備を行うためフィリピン海域を後にして、2週間後には戻ってきた。
12月10日、「マーカス・アイランド」はミンドロ島の戦いに参加するためコッソル水道を出撃した。ミンドロ島攻略部隊は12月13日にスリガオ海峡を通過。翌14日には日本の戦闘機が姿を見せたが、すぐに撃墜した。12月15日、攻略部隊は朝から神風特別攻撃隊の攻撃に晒された。8時10分から9時30分までの間、特攻機は3隻の護衛空母に向かっていったものの、対空砲火によってすべて撃墜され命中しなかった。1機の特攻機は対空砲火をかいくぐって「マーカス・アイランド」の右舷至近に突入し、「マーカス・アイランド」は小破して数名の死傷者を出したものの、作戦続行には支障がなかった。12月23日、「マーカス・アイランド」はマヌス島に帰投した。

### 1945年
12月29日、「マーカス・アイランド」はルソン島の戦いに加わってリンガエン湾に向かった。1945年1月5日、ミンダナオ海を航行中の艦隊は神風特攻と特殊潜航艇の洗礼を受けたが、駆逐艦「テイラー (USS Taylor, DD-468) 」が特殊潜航艇を体当たりによって撃沈した。3日後、「マーカス・アイランド」の戦闘機は攻撃を仕掛けてきた4機の日本機をドッグファイトの末に撃墜した。1月9日、陸上部隊はリンガエン湾に上陸し、「マーカス・アイランド」の航空機は陸上攻撃と機銃掃射で上陸部隊を援護した。また、リンガエン湾北方海域を航行中の2隻の沿岸貨物船を撃沈した。「マーカス・アイランド」は1月17日までリンガエン湾近海で行動し、その後はサンバレス州沿岸部に対する上陸作戦を支援。2月5日、ウルシー環礁に帰投。翌2月6日、サンプル少将は「マーカス・アイランド」から将旗を撤収し、2日後の2月8日に第24空母群旗艦となってスタンプ少将の将旗を翻した。2月14日からは第21混成飛行隊と第87混成飛行隊 (VC-87) の訓練が行われ、3月4日に沖縄戦に備えた最終訓練のためレイテ湾に移動して、3月7日に到着した。
3月21日、「マーカス・アイランド」は慶良間諸島目指してレイテ湾を出撃した。3月26日には慶良間諸島南方に到着して、以後4月29日までの間、沖縄島に対する航空攻撃を行った。4月5日、第87混成飛行隊は第1混成偵察部隊 (VCO-1) と交代したが、両部隊の航空機は合計して1,085回出撃し、航空基地、砲台、物資集積場および各種拠点を破壊。また、戦闘機は11機の日本機を撃墜した他、これとは別に地上攻撃で13機の日本機を破壊した。4月29日、「マーカス・アイランド」は沖縄海域を去り、5月5日にグアムアプラ港に寄港して破損した航空機を搭載してアメリカ本国に向かい、5月22日にサンディエゴに到着した。7月10日、補充の航空機を搭載し、真珠湾およびグアムに向かった。輸送任務を終えてアラメダに到着した時、戦争が終わった。戦争終了後、「マーカス・アイランド」はもう一度真珠湾とグアムに寄港した後、9月28日に沖縄に到着。ここで復員兵を乗せ、10月24日にサンフランシスコに到着した。以後1946年1月末まで、マジック・カーペット作戦の一環として真珠湾およびグアムとアメリカ本国の間を航行した。
「マーカス・アイランド」は1月12日にサンディエゴを出港し、パナマ運河、ノーフォークを経由して2月2日ボストンに到着する。そのままボストンに留まり1946年12月12日に退役し、大西洋予備役艦隊入りする。1955年6月12日にCVHE-77（護衛ヘリ空母）に艦種変更され、1959年5月7日にAKV-27（貨物航空機運搬艦）に再び艦種変更された。1960年2月29日にボストンでコマーケット社に売却された。
「マーカス・アイランド」は第二次世界大戦の戦功での4つの従軍星章を受章した。